# Alexis Álvarez
Alexis Álvarez – wenezuelski judoka. 
Brązowy medalista igrzysk Ameryki Środkowej i Karaibów w 1982 roku.